# Heartbroken
Heartbroken è un singolo del disc jockey statunitense Diplo, della cantante statunitense Jessie Murph e del rapper statunitense Polo G, pubblicato il 21 luglio 2023 come primo estratto della riedizione digitale del primo album in studio Diplo Presents Thomas Wesley, Chapter 1: Snake Oil.

## Composizione
Brano di sonorità country, contiene una produzione di chitarra acustica, synth pad e accordi di pianoforte.

## Video musicale
Il video musicale del brano, diretto da Blythe Thomas, vede i tre artisti all'interno di una tavola calda in una piccola città.

## Classifiche
| Classifica (2023) | Posizione massima |
| ----------------- | ----------------- |
| Canada            | 52                |
| Stati Uniti       | 64                |